# Кэцяо
Кэця́о (кит. упр. 柯桥, пиньинь Kēqiáo) — район городского подчинения городского округа Шаосин провинции Чжэцзян (КНР).

## История
Во времена первых централизованных империй эти места входили в состав округа Куайцзи (会稽郡), власти округа размещались на месте современного Сучжоу. Во времена империи Хань по причине роста населения округа им стало трудно управлять, и в 129 году из округа Куайцзи был выделен округ Уцзюнь (吴郡).
Власти округа Уцзюнь размешались в уезде Шаньинь (山阴县). В 550-х годах из-за того, что население уезда сильно выросло, он был разделён на два: западная часть сохранила название «Шаньинь», а восточная стала уездом Куайцзи (会稽县), однако власти обоих уездов продолжили размещаться в одном и том же месте — там же, где и власти округа Уцзюнь.
Во времена империи Суй в 589 году округ Уцзюнь был переименован в область Учжоу (吴州), которая в 605 году была переименована в Юэчжоу (越州). В 607 году она была опять переименована в округ Куайцзи. После смены империи Суй на империю Тан в 621 году опять была создана область Юэчжоу. В 742 году она опять была переименована в округ Куайцзи, а в 768 году вновь стала областью Юэчжоу.
Во времена империи Сун после того, как император Гао-цзун перенёс столицу на юг, девиз правления был изменён на «Шаосин», и область была в 1131 году поднята в статусе до управы и переименована, став Шаосинской управой (绍兴府). После монгольского завоевания управа была преобразована в Шаосинский регион (绍兴路), но после свержения власти монголов и образования империи Мин регион вновь стал управой. После Синьхайской революции в Китае была проведена реформа структуры административного деления, в ходе которой управы были упразднены, и в 1912 году Шаосинская управа была расформирована; уезды Куайцзи и Шаньинь были при этом объединены в уезд Шаосин (绍兴县).
После образования КНР в 1949 году был создан Специальный район Шаосин (绍兴专区), состоящий из города Шаосин (урбанизированная часть уезда Шаосин, выделенная в отдельный город) и 7 уездов. В 1952 году Специальный район Шаосин был расформирован, после чего  город Шаосин и уезд Шаосин перешли в прямое подчинение властям провинции Чжэцзян. В 1953 году уезд Шаосин вошёл в состав Специального района Нинбо (宁波专区), а в 1958 году в его состав перешёл и город Шаосин. В 1962 году город Шаосин был расформирован, а его территория вошла в состав уезда Шаосин.
В 1964 году Специальный район Шаосин был создан вновь, и уезд Шаосин вошёл в его состав. В 1973 году Специальный район Шаосин был переименован в Округ Шаосин (绍兴地区).
31 марта 1981 года уезд Шаосин был преобразован в городской уезд.
Постановлением Госсовета КНР от 27 июля 1983 года был расформирован Округ Шаосин и образован городской округ Шаосин; городской уезд Шаосин был при этом разделён на район Юэчэн и уезд Шаосин.
В 2001 году власти уезда Шаосин переехали в посёлок Кэцяо.
В 2013 году был расформирован уезд Шаосин, а вместо него был создан район городского подчинения Кэцяо.

## Население
В Кэцяо насчитывается около 720 тыс. зарегистрированных жителей и около 610 тыс. трудовых мигрантов. Кроме того, в районе проживает более 5 тыс. индийских торговцев тканями.

## Административное деление
Район делится на 4 уличных комитета и 12 посёлков.

## Экономика
В 2008 году ВВП Кэцяо достиг 60,8 млрд юаней (+ 8,8 % по сравнению с 2007 годом), ВВП на душу населения достиг 85,4 тыс. юаней (12 тыс. долларов США). Важную роль в экономике района играет текстильная промышленность, особенно крашение и набивка тканей. 
В Кэцяо расположен Китайский текстильный торговый центр («Китайский текстильный город») — крупнейший в Азии логистический и дистрибьюторский комплекс тканей и швейной фурнитуры. Здесь работают более 30 тыс. предпринимателей (в том числе из Индии, Пакистана, Ирана, Йемена и Южной Кореи), которые продают более 50 тыс. наименований товаров. Различные товары из центра экспортируются в 192 страны и региона мира. По итогам 2021 года объём продаж торгового центра превысил 300 млрд юаней (здесь продаётся около четверти текстиля в мире). Торговым центром управляет China Light & Textile Industrial City Group.
В новой части Кэцяо возводится большой деловой район, в котором сконцентрированы офисы банков и корпораций. На окраинах растут обширные жилые кварталы высотных новостроек.

## Транспорт
Через Кэцяо проходят скоростная железная дорога Ханчжоу — Нинбо и грузовая железная дорога Сяошань — Нинбо.
Район Кэцяо обслуживают 1-я линия Шаосинского метрополитена и 5-я линия метрополитена Ханчжоу. Имеется широкая сеть автобусных маршрутов. 
Ближайшим международным аэропортом является Ханчжоу-Сяошань.

## Достопримечательности
- Кэцяо пересекает Восточно-Чжэцзянский канал, на котором сохранилось несколько исторических мостов и бечевников.
- В парке Кэянь расположена скульптура гигантского Будды, высеченная в скале.
- В музее района Кэцяо собрана богатая коллекция исторических артефактов, особенно керамики, тканей, костюмов, рукописей и оружия.
- В старых кварталах сохранилось несколько исторических семейных храмов и древних святилищ.

## Галерея
- Канал в Кэцяо
- Канал в Кэцяо
- Площадь культуры
- Парк Кэянь
- Парк Кэянь
- Деловой район
- Музей Кэцяо
- Старый квартал
- Мост через канал
- Семейный храм